# Djurtjuli
Djurtjuli (russisch Дюртюли, baschkirisch Дүртөйле/Dürtöjle) ist eine Stadt in der Republik Baschkortostan (Russland) mit 31.274 Einwohnern (Stand 14. Oktober 2010).

## Geographie
Die Stadt liegt im südlichen Uralvorland, etwa 125 km nordwestlich der Republikhauptstadt Ufa an der Belaja, einem linken Nebenfluss der Kama.
Djurtjuli ist der Oblast administrativ direkt unterstellt und zugleich Verwaltungszentrum des gleichnamigen Rajons.

## Geschichte
Djurtjuli wurde erstmals 1785 (nach anderen Angaben 1795) erwähnt und entwickelte sich bis zum Ende des 19. Jahrhunderts zu einem bedeutenden Handelsdorf. Nach der Entdeckung von Erdöllagerstätten in der Umgebung erhielt es 1964 den Status einer Siedlung städtischen Typs und 1989 Stadtrecht.

### Bevölkerungsentwicklung
| Jahr | Einwohner |
| ---- | --------- |
| 1939 | 4.464     |
| 1959 | 4.744     |
| 1970 | 14.264    |
| 1979 | 19.646    |
| 1989 | 25.264    |
| 2002 | 29.984    |
| 2010 | 31.274    |

Anmerkung: Volkszählungsdaten